# Газопоршнева електростанція

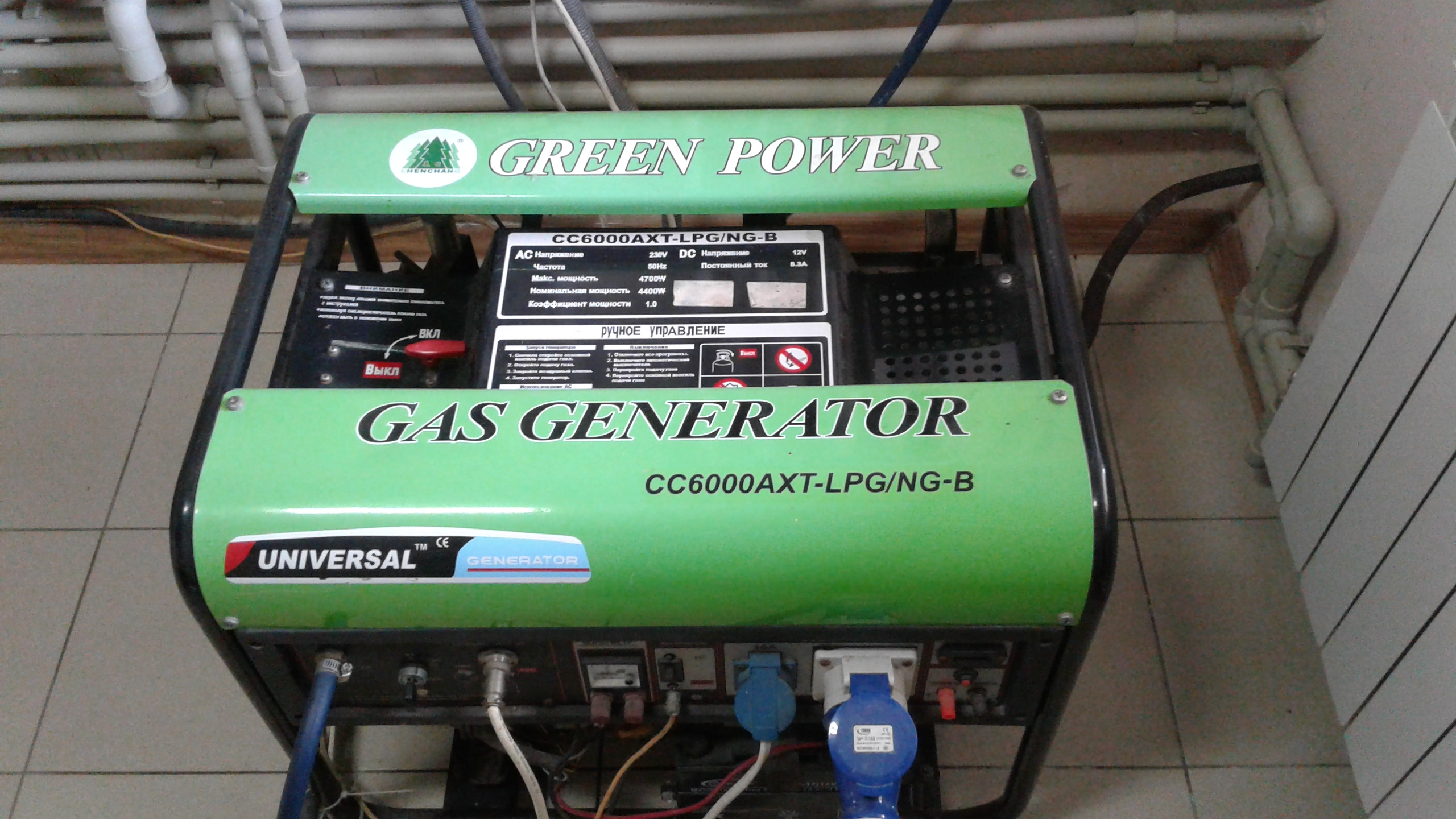
Трифазний генератор з приводом від двигуна внутрішнього згоряння на природному газі з запуском від акумуляторної батареї

Газопо́ршнева електроста́нція — це система генерації, створена на основі газопоршневого двигуна (ГПД), яка дозволяє перетворити внутрішню енергію палива (газу) на електричну енергію. Можливе отримання двох видів енергії, (тепла й електроенергії) цей процес називають «когенерація». Якщо в газопоршневих електростанціях використовується технологія, що дозволяє отримувати ще й холод (придатно для вентиляції, забезпечення холодом складів, промислового охолодження), цю технологію називають «тригенерація».

## Переваги та вади
Одним з недоліків є достатньо високе скупчення шкідливих речовин у вихлопі, що потребує застосування дорогих каталізаторів. Шкідливі речовини в вихлопі з'являються через згоряння моторного мастила. Для зниження викиду шкідливих речовин у довкілля цьому типу електростанцій потрібні високі димові труби.
ГПД можуть працювати як на зрідженому, так і на стиснутому газі. Це дозволяє використовувати газові двигуни не лише шляхом приєднання до газової магістралі. За невеликої потужності ~1 кВт до ГПД достатньо приєднати балон зі зрідженим газом через газовий редуктор.